# Tony Moulai
Tony Moulai (Saint-Nazaire, 17 gennaio 1976) è un triatleta francese.

## Carriera
Ha vinto la medaglia d'argento ai Campionati europei di triathlon di Lisbona del 2008.
Inizia a gareggiare nelle competizioni internazionali nel 2004 a Cancun. Nel 2005 ai mondiali di Gamagōri arriva 46º assoluto.
Migliora nel 2006 classificandosi 25º ai mondiali di Losanna. Agli europei dello stesso anno non va oltre il 26º posto assoluto.
Nel 2007 si classifica al 12º posto assoluto ai mondiali di Amburgo.
Il risultato più importante lo ottiene ai Campionati europei di Lisbona del 2008. Arriva infatti alle spalle del vincitore, il connazionale Frédéric Belaubre, e davanti allo svizzero Olivier Marceau. Nello stesso anno ottiene il suo miglior risultato ai mondiali di triathlon, classificandosi 8º assoluto alla rassegna iridata di Vancouver.